# Pimpla tenuicornis
Pimpla tenuicornis är en stekelart som beskrevs av Cresson 1865. Pimpla tenuicornis ingår i släktet Pimpla och familjen brokparasitsteklar. Inga underarter finns listade i Catalogue of Life.